# De geheime tuin
De geheime tuin (Engels: The Secret Garden) is een kinderboek uit 1911 van de Britse schrijfster Frances Hodgson Burnett. Binnen de Engelse kinderliteratuur wordt het gezien als een klassieker.

## Verhaal
Mary Lennox is een bleek, verwend meisje, dat na het overlijden van haar Engelse ouders van India terug naar Engeland moest verhuizen. Engeland ervaart ze als een deprimerende plek: het landhuis van haar oom staat ver van alles, midden in de heidevlakten. De enige met wie zij een beetje contact heeft, is het kamermeisje Martha, dat haar vertelt over de geheime tuin: een tuin, ommuurd en met een afgesloten deur, waar in tien jaar tijd al niemand meer geweest is. De tuin is afgesloten door haar rouwende oom, na het overlijden van haar tante, die dit gedeelte van de grote tuinen als haar favoriet beschouwde. Mary krijgt een doel en besluit op zoek te gaan naar deze tuin.
Een roodborstje wijst haar waar de sleutel verstopt is en Mary begint de tuin in het geheim te verzorgen. Martha's broer Dickon helpt haar hierbij en bezorgt haar gereedschap en laat haar zien hoe ze de dode rozen in de tuin weer tot leven kan wekken. Dickon zelf heeft een bijzondere gave met dieren, waar Mary veel bewondering voor heeft.
Op een avond hoort Mary een kind huilen: ze gaat op onderzoek uit en dit blijkt Colin te zijn. Colin is haar 10-jarige neef, die van haar oom op bed moet blijven. Haar oom heeft een bochel en hij is bang dat Colin dit ook zal krijgen, als hij niet genoeg ligt per dag. Colin is zo mogelijk nog verwender dan Mary en dit stuit haar tegen de borst. Mary is de eerste in Colins leven die niet doet wat hij zegt en hem de waarheid vertelt. Colin en Mary worden al snel vrienden en ze laat hem in zijn rolstoel de geheime tuin zien. Hoewel Colin niet kan lopen, beginnen ze samen te werken, soms nog steeds met behulp van Dickon: ze beloven elkaar niemand over de tuin te vertellen. Toch worden ze ontdekt door de oude tuinman, maar Colin zegt hem dat hij het niet verder mag vertellen en de tuinman gaat akkoord.
Mary's oom was al lange tijd op reis door Europa, maar snelt naar huis nadat zijn overleden vrouw hem in een droom gezegd had naar haar toe te komen "in de tuin!" Als hij aankomt zijn de kinderen buiten en ziet hij hoe Colin door de tuin rent en hoe de kinderen samen spelen. Als ze teruglopen naar het landhuis, zijn de bedienden getuige van twee wonderen: een lopende Colin en een lachende oom.

## Verfilmingen
Het verhaal werd in 1993 door Warner Bros. verfilmd onder de oorspronkelijke titel The Secret Garden, onder regie van Agnieszka Holland en met Kate Maberly als Mary Lennox. In 2020 kwam een Engelse verfilming uit, waarin Dixie Egerickx Mary Lennox speelt. David Heyman, bekend van de Harry Potterfilms, was een van de producers.